# 时务学堂

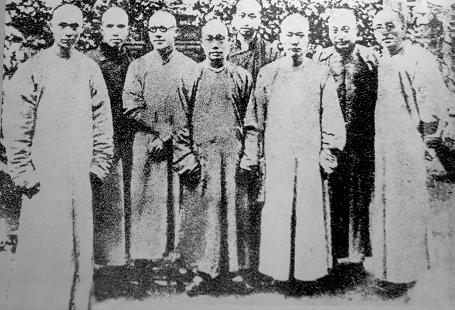
时务学堂总理及教习合影，自左至右：叶觉迈、谭嗣同、王史、欧榘甲、熊希龄、韩文举、唐才常、李维格。

时务学堂，是晚清维新运动期间，湖南所创办的第一所新式学堂。它标志着湖南教育由旧式书院制度向新式学堂制度的转变，也是湖南近代化教育的开始。

## 缘起
光緒二十一年（1895年）陈宝箴任湖南巡抚，以“变法开新”为己任，推作新政。他凭借政治强力,大刀阔斧地推行经济改革,取得了明显的成效。光緒二十二年（1896年）冬湘绅蒋德钧、熊希龄、王先谦、黃自元、张祖同、陳程初等创办宝善成机器制造公司时，蒋德钧“嫌其迹近谋利，乃创为添设时务学堂之议”，光緒二十三年一月由岳麓书院山长王先谦领衔、六位寶善成公司紳董王先谦、张祖同、朱昌琳、汤聘珍、蒋德钧、熊希龄共同具名，正式呈报巡抚陈宝箴批准立案，旋由熊希龄等请两江总督刘坤一拨盐厘加价银7000两为经费，遂建于小东街。此后上述六位紳董议定，輪船、製造、学堂各認一事專辦，自此学堂由熊希龄负其专责。

## 创办

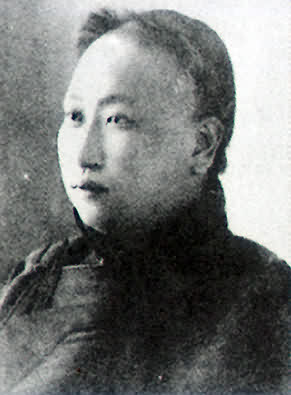
熊希龄

光緒二十三年八月（1897年），发布《湖南时务学堂缘起》，阐明了设学校、培养维新人才的宗旨。接着，湖南巡抚陈宝箴又发布了《时务学堂招考示》，宣布“本年议定暂租衡清试馆开办，延聘中西学教习，择期开学，先行招考六十名入堂肄业”。既有成议，陈宝箴委派黄遵宪、熊希龄具体负责学堂筹备事宜。又任命熊希龄为提调（即校长），主持一切行政事务。学堂决定聘请梁启超为中文总教习，聘请李维格为西文总教习。光緒二十三年八月二十八日，第一次招考，录取学生四十名。九月正式开学。

## 停办
光緒二十四年（1898年）戊戌变法失败，湖南巡抚陈宝箴等人被革职,时务学堂被迫停办。光緒二十五年二月（1899年），湖南巡抚俞廉三改时务学堂为求实书院。光緒二十八年（1902年）求实书院更名为湖南省城大学堂。光緒二十九年（1903年）湖南省城大学堂与岳麓书院合并组建湖南高等学堂，后来成为湖南大学的前身之一。

## 教师
- 提调（校长）：熊希龄
- 中文总教习：梁启超
- 西文总教习：李维格

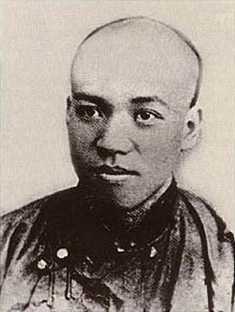
梁启超

- 中文分教习：韩文举、叶觉迈、欧榘甲、周大烈、唐才常、杨守仁、杨自超
- 西文分教习：王史
- 数学教习：许奎垣

## 课程
汤志钧在《戊戌变法史》一书介绍说：
时务学堂功课，分为两种：一曰普通学，其目有四：‘一曰经学，二曰诸子学，三曰公理学，四曰中外史志及格算诸学之粗浅者’。二曰专门学，其目有三：‘一曰公法学，二曰掌故学，三曰格算学’。入学六个月以前，读普通学；六个月以后，则各认专门，但普通学仍须兼习。学生所读之书，有涉猎之书，有专精之书。学习时学生须先将《春秋公羊传》和《孟子》反复钻研其中微言大义、民权思想，然后择取中外政治法律比较参证，使之明了维新变法的旨意。

## 学生

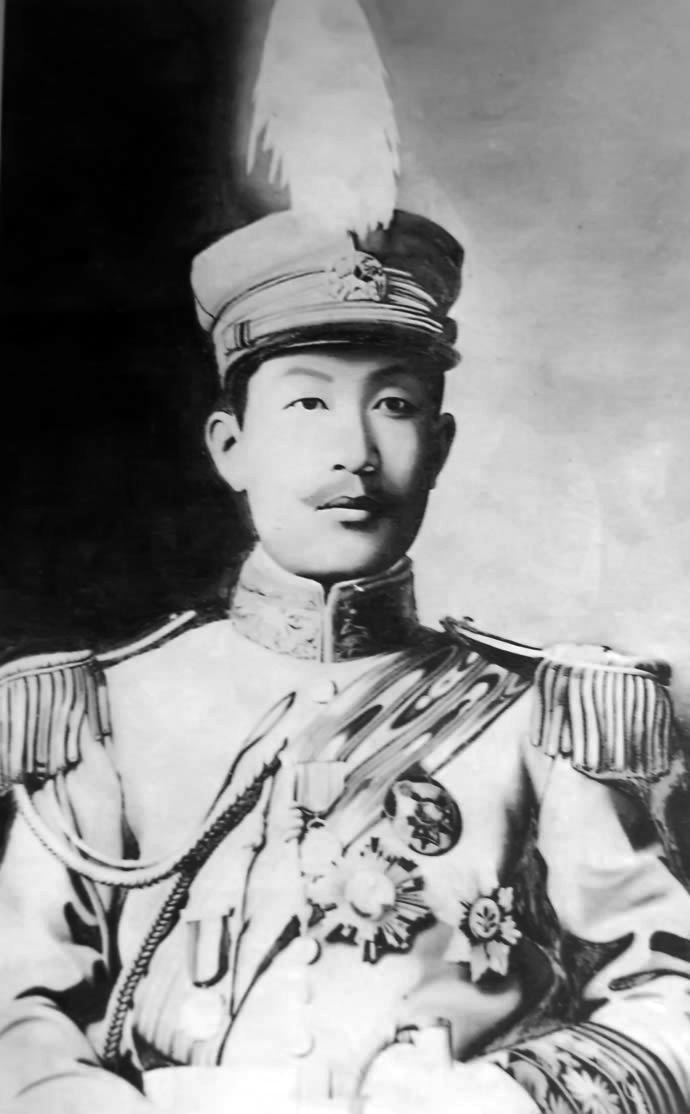
蔡锷

时务学堂从创办到停办，历时不到一年，只招考过三次。光绪二十三年（1897）八月二十八日，第一次招考，录取学生四十名。光绪二十四年（1898）三月初一日，时务学堂第二次招考，录取内课生三十名，外课生十八名，附课生七名。闰三月，又录取第三期学生，其中内课生四十六名，外课生五十二名，各送北洋学生十名。录取学生总数只有两百名左右，却培养出了一批杰出的人才，其中大多集中于第一班的四十人中。杨树达曾经评价道：“一千九百年庚子反清之役，民四倒袁之役，皆时务师生合力为之，以一短命之学堂而能有如此事业者，古今罕见也。”
- 蔡锷：云南都督，护国战争的组织者和领导者。
- 杨树达：中央研究院院士，中国科学院院士。
- 范源濂：北洋政府教育总长，北京师范大学首任校长。
- 方鼎英：黄埔军校代校长兼教育长。
- 李复几：中国第一位物理学博士。[6]
- 李炳寰、林圭、田邦璿、蔡钟浩、唐才质、唐才中：自立军起义烈士。
- 傅良佐：湖南督军

## 旧址
时务学堂的旧址位于今天的长沙市三贵街。

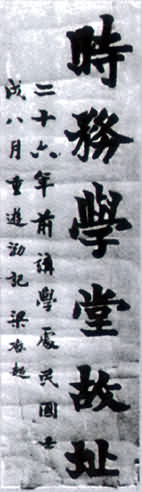
1922年梁启超重游长沙时所书“时务学堂故址”

时务学堂创办之时，租用长沙小东街（今三贵街）一套五进二层宅第。此宅原主人是清乾嘉年间任礼部尚书的刘权之，光绪年间转手为益阳人周桂午（历史学家周谷城的族祖父）所有。时务学堂停办后，小东街校址屋归原主。后周桂午的儿媳将宅第租予湘潭人言某，办起了“泰豫旅馆”。1922年，梁启超来长沙讲学，重访时务学堂故址，应旅馆言老板之请题写了“时务学堂故址”。“文夕大火”中，时务学堂旧址全部被毁。1945年陈云章（中华人民共和国建国后曾任湖南省文史研究馆名誉馆长）买下此地，并兴建了三栋红砖洋楼。今天时务学堂旧址上的建筑是陈云章的私宅和其他一些建筑。近年来长沙市人民政府有意在此地恢复重建时务学堂。
以时务学堂为前身之一的湖南大学，为了纪念时务学堂，由校友罗武子出资，在岳麓书院内建立一纪念亭“时务轩”，并将“时务学堂故址”碑嵌入其中。 

## 影响
梁啟超曾多次说:“新旧之哄,起于湘而波动于京师。”“十八行省中,湖南人气最可用”“予在时务学堂虽仅半年,所得高材生甚多,自我亡命赴日,一班四十人有十一人随我俱去,后唐先生才常在汉口实行革命,十一人中死难八人!” 毛泽东也说过：“湖南之有学校,应推原戊戌春季的时务学堂。时务以短促的寿命,却养成了若干勇敢有为的青年。”1895年开始的湖南维新运动，使湖南成为当时中国最富朝气的省份，也是后来戊戌变法的前奏和实践基础，而时务学堂的创立，则是湖南维新运动的重要组成部分。
时务学堂也对湖南近代教育的发展起了巨大的推动作用。它促成了湖南各地新式学校的设立和书院制度的改革，实现了由传统教育向近代教育的转换。